# Artaxias II
Artaxias II (em armênio: Արտաշես) foi um rei da Arménia da dinastia artaxíada. Reinou entre 34 a.C. e 20 a.C. Foi antecedido nos comandos do reino por Alexandre Hélio e foi sucedido no trono pelo rei Tigranes III.

## Nome
Artaxes (Αρτάξης, Artáxēs), Adeser (Αδεσήρ, Adesēr), Artaxer (Αρταξηρ, Artaxḗr), Artaxares (Αρταξάρης, Artaxárēs), Artaser (Αρτασήρ, Artasḗr), Artasires (Αρτασείρης, Artaseírēs), Artaxas (Αρτάξας, Artáxas) e Artaxias (Αρταξίας, Artaxías) são as formas gregas do parta e persa médio Ardaxir ou Artaxir (𐭠𐭥𐭲𐭧𐭱𐭲𐭥, Ardaxšīr ou Artaxšīr) e do armênio Artaxir (Արտաշիր, Artašir) e Artaxes (Արտաշէս, Artašēs; surgido da forma não atestada *Artašas). Esses nomes derivam do persa antigo Artaxaça (𐎠𐎼𐎫𐎧𐏁𐏂𐎠, Artaxšaçā) ou o iraniano antigo Artaxatra (*R̥ta-xš-ira-), que significa "cujo reinado é através da verdade". Sua grafia em persa antigo também foi helenizada e latinizada como Artaxerxes (Αρταξέρξης, Artaxérxēs).

## Vida
Artaxias era o filho mais velho de Artavasdes II da Arménia, filho de Tigranes, o Grande.
Quando Marco Antônio conquistou a Armênia e levou Artavasdes II, com seus filhos, como prisioneiro ao Egito, como presente para Cleópatra, Artaxias, o mais velho dos seus filhos, escapou.
Mais tarde, Artaxias tomaria o reino da Armênia, e seria deposto por Archlaus e Nero César, e substituído por seu irmão Tigranes III. De acordo com o imperador Augusto, no documento bilíngue (latim e grego) Res Gestae Divi Augusti, Artaxias (Artaxes) foi assassinado, mas, em vez de absorver a Arménia como província romana, Augusto enviou seu enteado Nero César e estabeleceu Tigranes III, filho de Artavasdes II da Arménia e neto de Tigranes II da Arménia, como rei.
|  |  |             |             |             |             |             |             | Tigranes, o Grande       |  |  |  |  |  |              |              |              |              |              |              |  |  |  |  |
|  |  |             |             |             |             |             |             |                          |  |  |  |  |  |              |              |              |              |              |              |  |  |  |  |
|  |  |             |             |             |             |             |             | Artavasdes II da Arménia |  |  |  |  |  |              |              |              |              |              |              |  |  |  |  |
|  |  |             |             |             |             |             |             |                          |  |  |  |  |  |              |              |              |              |              |              |  |  |  |  |
|  |  |             |             |             |             |             |             |                          |  |  |  |  |  |              |              |              |              |              |              |  |  |  |  |
|  |  | Artaxias II | Artaxias II | Artaxias II | Artaxias II | Artaxias II | Artaxias II |                          |  |  |  |  |  | Tigranes III | Tigranes III | Tigranes III | Tigranes III | Tigranes III | Tigranes III |  |  |  |  |